# Олми (Фиренца)
Олми је насеље у Италији у округу Фиренца, региону Тоскана.
Према процени из 2011. у насељу је живело 64 становника. Насеље се налази на надморској висини од 192 м.